# Murbach
Murbach is een gemeente in het Franse departement Haut-Rhin (regio Grand Est) en telt 163 inwoners (2019). De plaats maakt deel uit van het arrondissement Guebwiller.
Murbach is een kleine gemeente waarvan de geschiedenis verbonden is met de Abdij Murbach, een prinsdom tijdens het ancien régime. Het toerisme is belangrijk voor de gemeente.

## Geschiedenis
De benedictijner Abdij Murbach werd gesticht in 728 en in 1228 kreeg de abt van Murbach de titel van prins. In 1759 werd de abdij geseculariseerd; de benedictijnse regel werd verlaten en de monniken werden kanunniken. In 1765 verhuisde het kapittel naar Guebwiller en de abdijkerk werd de parochiekerk van Belchenthal. De abdijgebouwen werden deels afgebroken en dienden als bouwmateriaal voor de kerk van Guebwiller.
De plaats werd in het verleden herhaaldelijk getroffen door overstromingen. Zware overstromingen waren er in 1304 en 1936. Tijdens de Eerste Wereldoorlog werd de plaats gebombardeerd door het Franse leger.

## Geografie
De oppervlakte van Murbach bedraagt 6,8 km², de bevolkingsdichtheid is 24,0 inwoners per km².
De onderstaande kaart toont de ligging van Murbach met de belangrijkste infrastructuur en aangrenzende gemeenten.

## Demografie
Onderstaande figuur toont het verloop van het inwonertal (bron: INSEE-tellingen).